# هنريكي أوزوالد
هنريكي أوزوالد (بالبرتغالية: Henrique Oswald) هو ملحن ودبلوماسي برازيلي، ولد في 14 أبريل 1852 في ريو دي جانيرو في البرازيل، وتوفي بنفس المكان في 9 يونيو 1931.

## وصلات خارجية
- هنريكي أوزوالد على موقع ميوزك برينز (الإنجليزية)
- هنريكي أوزوالد على موقع ديسكوغز (الإنجليزية)